# Judy Nylon
Judy Nylon, rodným jménem Judith Anne Niland, (* 1948) je americká zpěvačka. Během sedmdesátých let často spolupracovala s velšským hudebníkem, producentem a skladatelem Johnem Calem. Roku 1974 zpívala v písni „The Man Who Couldn't Afford to Orgy“ z jeho alba Fear. Později s ním vystupovala i při koncertech, nahrávky z této doby později vyšly na albu Even Cowgirls Get the Blues. Rovněž byla společně s Patti Palladin členkou dua Snatch, která roku 1977 vydala singl s anglickým hudebníkem Brianem Enem. Duo v roce 1980 vydalo EP s názvem Shopping for Clothes. Jeho producentem byl John Cale. V roce 1982 vyšlo její jediné sólové album s názvem Pal Judy, jehož producentem byl Adrian Sherwood. Vystupovala ve filmu The Houseguest. V roce 2014 se podílela na albu Rhythm and Punk Review projektu The Mutants.